# Ciclisme als Jocs Olímpics d'estiu de 2016 - Òmnium femení
La prova d' Òmnium femení dels Jocs Olímpics de Rio de Janeiro 2016 es disputà el 15 i 16 d'agost al Velòdrom Olímpic de Rio.
La competició òmnium consisteix en sis proves. Durant les cinc primeres, els ciclistes reben punts en funció de la seva posició, mentre que durant la cursa final de puntuació que poden obtenir punts en guanyar esprints i voltes.
- Scratch: Cursa de 10 km format Scratch on totes les ciclistes que competeixen alhora per ser la primera a travessar la línia final.
- Persecució individual: Cursa de 3 km de Persecució individual amb resultat en funció del temps.
- Cursa d'eliminació: Cursa en format eliminació, en que cada dues voltes una ciclista queda eliminada.
- Contrarellotge: una contrarellotge individual de 500 m amb dos ciclistes (a banda i banda de la pista) corrent alhora.
- Volta llançada: contrarellotge individual de 250 m. amb sortida llançada.
- Cursa de puntuació: Cursa de 20 km format Puntuació on s'obtenen punts amb els esprints que tenen lloc cada cert nombre de voltes i per voltes guanyades.

La competició va ser guanyada per la britànica Laura Trott. La plata se l'emportà l'estatunidenca Sarah Hammer i la belga Jolien D'Hoore aconseguí el bronze.

## Medallistes
| Or                | Plata              | Bronze               |
| Laura Trott (GBR) | Sarah Hammer (USA) | Jolien D'Hoore (BEL) |

## Cursa Scratch
| Posició | Ciclistes                | Voltes perdudes | Punts |
| ------- | ------------------------ | --------------- | ----- |
| 1       | Tatsiana Sharakova (BLR) | 0               | 40    |
| 2       | Laura Trott (GBR)        | −1              | 38    |
| 3       | Jolien D'Hoore (BEL)     | −1              | 36    |
| 4       | Sarah Hammer (USA)       | −1              | 34    |
| 5       | Lauren Ellis (NZL)       | −1              | 32    |
| 6       | Annette Edmondson (AUS)  | −1              | 30    |
| 7       | Amalie Dideriksen (DEN)  | −1              | 28    |
| 8       | Laurie Berthon (FRA)     | −1              | 26    |
| 9       | Kirsten Wild (NED)       | −1              | 24    |
| 10      | Daria Pikulik (POL)      | −1              | 22    |
| 11      | Diao Xiao Juan (HKG)     | −1              | 20    |
| 12      | Marlies Mejias (CUB)     | −1              | 18    |
| 13      | Hsiao Mei-yu (TPE)       | −1              | 16    |
| 14      | Allison Beveridge (CAN)  | −1              | 14    |
| 15      | Luo Xiaoling (CHN)       | −1              | 12    |
| 16      | Anna Knauer (GER)        | −1              | 10    |
| 17      | Sakura Tsukagoshi (JPN)  | −1              | 8     |
| 18      | Angie González (VEN)     | −1              | 6     |

## Persecució individual
| Posició | Ciclistes                | Temps    | Punts | Punts acumulats | Rànquing |
| ------- | ------------------------ | -------- | ----- | --------------- | -------- |
| 1       | Laura Trott (GBR)        | 3:25.054 | 40    | 78              | 1        |
| 2       | Sarah Hammer (USA)       | 3:26.988 | 38    | 72              | 2        |
| 3       | Jolien D'Hoore (BEL)     | 3:30.202 | 36    | 72              | 2        |
| 4       | Amalie Dideriksen (DEN)  | 3:30.264 | 34    | 62              | 4        |
| 5       | Kirsten Wild (NED)       | 3:31.941 | 32    | 56              | 8        |
| 6       | Lauren Ellis (NZL)       | 3:33.221 | 30    | 62              | 4        |
| 7       | Annette Edmondson (AUS)  | 3:33.818 | 28    | 58              | 7        |
| 8       | Marlies Mejias (CUB)     | 3:34.034 | 26    | 44              | 9        |
| 9       | Allison Beveridge (CAN)  | 3:36.938 | 24    | 38              | 12       |
| 10      | Tatsiana Sharakova (BLR) | 3:37.204 | 22    | 62              | 4        |
| 11      | Daria Pikulik (POL)      | 3:39.880 | 20    | 42              | 11       |
| 12      | Laurie Berthon (FRA)     | 3:40.180 | 18    | 44              | 9        |
| 13      | Anna Knauer (GER)        | 3:42.987 | 16    | 26              | 14       |
| 14      | Diao Xiao Juan (HKG)     | 3:44.455 | 14    | 34              | 13       |
| 15      | Luo Xiaoling (CHN)       | 3:45.186 | 12    | 24              | 15       |
| 16      | Sakura Tsukagoshi (JPN)  | 3:46.842 | 10    | 18              | 16       |
| 17      | Angie González (VEN)     | 3:47.161 | 8     | 14              | 18       |
| 18      | Hsiao Mei-yu (TPE)       | 3:58.713 | 6     | 18              | 16       |

## Cursa per eliminació
| Posició | Ciclistes                | Punts | Punts acumulats | Rànquing |
| ------- | ------------------------ | ----- | --------------- | -------- |
| 1       | Laura Trott (GBR)        | 40    | 118             | 1        |
| 2       | Jolien D'Hoore (BEL)     | 38    | 110             | 2        |
| 3       | Sarah Hammer (USA)       | 36    | 108             | 3        |
| 4       | Kirsten Wild (NED)       | 34    | 90              | 5        |
| 5       | Annette Edmondson (AUS)  | 32    | 90              | 5        |
| 6       | Amalie Dideriksen (DEN)  | 30    | 92              | 4        |
| 7       | Tatsiana Sharakova (BLR) | 28    | 90              | 5        |
| 8       | Anna Knauer (GER)        | 26    | 52              | 10       |
| 9       | Laurie Berthon (FRA)     | 24    | 68              | 9        |
| 10      | Luo Xiaoling (CHN)       | 22    | 46              | 15       |
| 11      | Lauren Ellis (NZL)       | 20    | 82              | 8        |
| 12      | Angie González (VEN)     | 18    | 32              | 17       |
| 13      | Hsiao Mei-yu (TPE)       | 16    | 38              | 16       |
| 14      | Diao Xiao Juan (HKG)     | 14    | 48              | 14       |
| 15      | Allison Beveridge (CAN)  | 12    | 50              | 12       |
| 16      | Daria Pikulik (POL)      | 10    | 52              | 10       |
| 17      | Sakura Tsukagoshi (JPN)  | 8     | 26              | 18       |
| 18      | Marlies Mejias (CUB)     | 6     | 50              | 12       |

## Contrarellotge
| Posició | Ciclistes                | Temps  | Punts | Punts acumulats | Rànquing |
| ------- | ------------------------ | ------ | ----- | --------------- | -------- |
| 1       | Annette Edmondson (AUS)  | 34.938 | 40    | 130             | 4        |
| 2       | Laura Trott (GBR)        | 35.253 | 38    | 156             | 1        |
| 3       | Laurie Berthon (FRA)     | 35.275 | 36    | 104             | 6        |
| 4       | Jolien D'Hoore (BEL)     | 35.326 | 34    | 144             | 2        |
| 5       | Sarah Hammer (USA)       | 35.366 | 32    | 140             | 3        |
| 6       | Sakura Tsukagoshi (JPN)  | 35.625 | 30    | 56              | 17       |
| 7       | Hsiao Mei-yu (TPE)       | 35.636 | 28    | 66              | 13       |
| 8       | Marlies Mejias (CUB)     | 35.655 | 26    | 76              | 10       |
| 9       | Allison Beveridge (CAN)  | 36.247 | 24    | 74              | 12       |
| 10      | Anna Knauer (GER)        | 36.370 | 22    | 74              | 11       |
| 11      | Lauren Ellis (NZL)       | 36.427 | 20    | 102             | 7        |
| 12      | Angie González (VEN)     | 36.535 | 18    | 50              | 18       |
| 13      | Kirsten Wild (NED)       | 36.562 | 16    | 106             | 5        |
| 14      | Daria Pikulik (POL)      | 36.690 | 14    | 66              | 14       |
| 15      | Luo Xiaoling (CHN)       | 36.944 | 12    | 58              | 15       |
| 16      | Diao Xiao Juan (HKG)     | 36.944 | 10    | 58              | 16       |
| 17      | Tatsiana Sharakova (BLR) | 37.007 | 8     | 98              | 8        |
| 18      | Amalie Dideriksen (DEN)  | 38.032 | 6     | 98              | 9        |

## Volta llançada
| Posició | Ciclistes                | Temps  | Punts | Punts acumulats | Rànquing |
| ------- | ------------------------ | ------ | ----- | --------------- | -------- |
| 1       | Laura Trott (GBR)        | 13.708 | 40    | 196             | 1        |
| 2       | Annette Edmondson (AUS)  | 13.878 | 38    | 168             | 4        |
| 3       | Laurie Berthon (FRA)     | 13.903 | 36    | 140             | 5        |
| 4       | Kirsten Wild (NED)       | 14.023 | 34    | 140             | 5        |
| 5       | Sarah Hammer (USA)       | 14.081 | 32    | 172             | 2        |
| 6       | Allison Beveridge (CAN)  | 14.140 | 30    | 104             | 9        |
| 7       | Jolien D'Hoore (BEL)     | 14.195 | 28    | 172             | 2        |
| 8       | Daria Pikulik (POL)      | 14.409 | 26    | 92              | 13       |
| 9       | Marlies Mejias (CUB)     | 14.441 | 24    | 100             | 11       |
| 10      | Anna Knauer (GER)        | 14.447 | 22    | 96              | 12       |
| 11      | Diao Xiao Juan (HKG)     | 14.499 | 20    | 78              | 15       |
| 12      | Hsiao Mei-yu (TPE)       | 14.532 | 18    | 84              | 14       |
| 13      | Tatsiana Sharakova (BLR) | 14.564 | 16    | 114             | 8        |
| 14      | Lauren Ellis (NZL)       | 14.574 | 14    | 116             | 7        |
| 15      | Sakura Tsukagoshi (JPN)  | 14.638 | 12    | 68              | 16       |
| 16      | Angie González (VEN)     | 14.660 | 10    | 60              | 18       |
| 17      | Luo Xiaoling (CHN)       | 14.740 | 8     | 66              | 17       |
| 18      | Amalie Dideriksen (DEN)  | 14.940 | 6     | 104             | 9        |

## Cursa per punts
| Posició | Ciclistes                | Punts | Punts acumulats | Rànquing |
| ------- | ------------------------ | ----- | --------------- | -------- |
| 1       | Amalie Dideriksen (DEN)  | 85    | 189             | 5        |
| 2       | Lauren Ellis (NZL)       | 73    | 189             | 4        |
| 3       | Marlies Mejias (CUB)     | 73    | 173             | 7        |
| 4       | Tatsiana Sharakova (BLR) | 50    | 164             | 9        |
| 5       | Kirsten Wild (NED)       | 43    | 183             | 6        |
| 6       | Sarah Hammer (USA)       | 34    | 206             | 2        |
| 7       | Laura Trott (GBR)        | 34    | 230             | 1        |
| 8       | Jolien D'Hoore (BEL)     | 27    | 199             | 3        |
| 9       | Laurie Berthon (FRA)     | 23    | 163             | 10       |
| 10      | Diao Xiao Juan (HKG)     | 22    | 100             | 12       |
| 11      | Anna Knauer (GER)        | 3     | 99              | 13       |
| 12      | Luo Xiaoling (CHN)       | 2     | 68              | 15       |
| 13      | Angie González (VEN)     | 1     | 61              | 18       |
| 14      | Sakura Tsukagoshi (JPN)  | 0     | 68              | 16       |
| 15      | Daria Pikulik (POL)      | 0     | 92              | 14       |
| 16      | Annette Edmondson (AUS)  | 0     | 168             | 8        |
| 17      | Allison Beveridge (CAN)  | 0     | 104             | 11       |
| 18      | Hsiao Mei-yu (TPE)       | -20   | 64              | 17       |

## Resultat final
| Posició | Ciclistes                | SC | PI | CE | CO | VL | CP  | Total |
| ------- | ------------------------ | -- | -- | -- | -- | -- | --- | ----- |
| 1       | Laura Trott (GBR)        | 38 | 40 | 40 | 38 | 40 | 34  | 230   |
| 2       | Sarah Hammer (USA)       | 34 | 38 | 36 | 32 | 32 | 34  | 206   |
| 3       | Jolien D'Hoore (BEL)     | 36 | 36 | 38 | 34 | 28 | 27  | 199   |
| 4       | Lauren Ellis (NZL)       | 32 | 30 | 20 | 20 | 14 | 73  | 189   |
| 5       | Amalie Dideriksen (DEN)  | 28 | 34 | 30 | 6  | 6  | 85  | 189   |
| 6       | Kirsten Wild (NED)       | 24 | 32 | 34 | 16 | 34 | 43  | 183   |
| 7       | Marlies Mejias (CUB)     | 18 | 26 | 6  | 26 | 24 | 73  | 173   |
| 8       | Annette Edmondson (AUS)  | 30 | 28 | 32 | 40 | 38 | 0   | 168   |
| 9       | Tatsiana Sharakova (BLR) | 40 | 22 | 28 | 8  | 16 | 50  | 164   |
| 10      | Laurie Berthon (FRA)     | 26 | 18 | 24 | 36 | 36 | 23  | 163   |
| 11      | Allison Beveridge (CAN)  | 14 | 24 | 12 | 24 | 30 | 0   | 104   |
| 12      | Diao Xiao Juan (HKG)     | 20 | 14 | 14 | 10 | 20 | 22  | 100   |
| 13      | Anna Knauer (GER)        | 10 | 16 | 26 | 22 | 22 | 3   | 99    |
| 14      | Daria Pikulik (POL)      | 22 | 20 | 10 | 14 | 26 | 0   | 92    |
| 15      | Luo Xiaoling (CHN)       | 12 | 12 | 22 | 12 | 8  | 2   | 68    |
| 16      | Sakura Tsukagoshi (JPN)  | 8  | 10 | 8  | 30 | 12 | 0   | 68    |
| 17      | Hsiao Mei-yu (TPE)       | 16 | 6  | 16 | 28 | 18 | −20 | 64    |
| 18      | Angie González (VEN)     | 6  | 8  | 18 | 18 | 10 | 1   | 61    |

SC: Scratch. PI: Persecució Individual CE: Cursa per eliminació.
CO: Contrarellotge. VL: Volta llançada. CP: Cursa per puntuació